# Conopeum reticulum
Conopeum reticulum är en mossdjursart som först beskrevs av Carl von Linné den yngre 1767. Enligt Catalogue of Life ingår Conopeum reticulum i släktet Conopeum och familjen Membraniporidae, men enligt Dyntaxa är tillhörigheten istället släktet Conopeum och familjen Electridae. Arten är reproducerande i Sverige. Inga underarter finns listade i Catalogue of Life.